# 長鼻猴
長鼻猴（学名：Nasalis larvatus），为猴科長鼻猴屬下唯一一种。
长鼻猴的主要特征是其又大又长的鼻子（也是靈長目中最大的），其用途其实就是用来在吸引雌性配偶时来发挥它的作用的。通常雄性的鼻子越大会更加的引起雌性的兴趣。
公猴要比母猴大许多，一般为72公分長，尾长75公分，体重24公斤，最大體重為30公斤（66磅）。母猴则只有60公分長，体重12公斤，最大為15公斤（33 磅）。
长鼻猴的腹部较大，其消化系统分为好几部分，有助于其消化树叶。这也是唯一发现的能够反刍的灵长类动物。它的食物除树叶外，也包括种子。但是，長鼻猴不能食用甜的食物（因對胃部細菌有不利影響）。長鼻猴在1月至5月主要吃水果，在6月至12月主要吃樹葉。
长鼻猴主要产于东南亚婆罗洲岸边的红树林、沼泽及河畔的森林。群居，每群为10-20只猴子不等。長鼻猴的捕食者（潛在或已確認的）包括鱷魚，(鹹水鱷)、巽他雲豹、太陽熊和網紋蟒，以及對於可能年輕或生病的猴子，大型鷹（如冠蛇鷹或黑鷹）、大型貓頭鷹和巨蜥。